# كابيلا ليغوري
كابيلا ليغوري (بالإيطالية: Cabella Ligure)‏ هي بلدية في مقاطعة ألساندريا في إقليم بييمونتي في إيطاليا.

## السكان
في سنة 1861 بلغ عدد السكان 3٬183 نسمة، وتطور العدد ليصل في سنة 2011 لـ 554 نسمة.
يظهر هذا المخطط البياني تطور النمو السكاني لـ كابيلا ليغوري